# Два пути (фильм, 1911)
«Два пути» (англ. The Two Paths) — американский короткометражный драматический фильм Дэвида Уорка Гриффита.

## Сюжет
Фильм рассказывает о двух женщинах по имени Флоренс и Нелли, который шьют, чтобы заработать денег. Богатая женщина требует от них платье, которое они только что сшили. Бессовестный распутник по очереди соблазняет портних. Нелли отвергает его, а Флоренс - нет...

## В ролях
| Актёр           | Роль      |
| --------------- | --------- |
| Дороти Бернард  | Флоренс   |
| Уилфред Лукас   | муж Нелли |
| Адольф Лестина  |           |
| Клара Т. Брэйси | мать      |
| Линда Арвидсон  |           |
| Флоренс Баркер  |           |
| Дональд Крисп   |           |
| Джон Т. Диллон  |           |
| Фрэнк Эванс     |           |
| Эдит Хелдеман   |           |